# Фонтанель (Небраска)
Фонтанель (англ. Fontanelle) — переписна місцевість (CDP) в США, в окрузі Вашингтон штату Небраска. Населення — 67 осіб (2020).

## Географія
Фонтанель розташований за координатами 41°32′18″ пн. ш. 96°25′38″ зх. д. / 41.53833° пн. ш. 96.42722° зх. д. (41.538254, -96.427191).  За даними Бюро перепису населення США в 2010 році переписна місцевість мала площу 0,65 км², уся площа — суходіл.

## Демографія
Згідно з переписом 2010 року, у переписній місцевості мешкали 54 особи в 26 домогосподарствах у складі 19 родин. Густота населення становила 83 особи/км².  Було 29 помешкань (44/км²).
Расовий склад населення:
| - 100,0 % — білих |

До двох чи більше рас належало 0,0 %. Частка іспаномовних становила 0,0 % від усіх жителів.
За віковим діапазоном населення розподілялося таким чином: 20,4 % — особи молодші 18 років, 50,0 % — особи у віці 18—64 років, 29,6 % — особи у віці 65 років та старші. Медіана віку мешканця становила 54,3 року. На 100 осіб жіночої статі у переписній місцевості припадало 92,9 чоловіків;  на 100 жінок у віці від 18 років та старших — 72,0 чоловіків також старших 18 років.
Цивільне працевлаштоване населення становило 20 осіб. Основні галузі зайнятості: виробництво — 50,0 %.